# Janan Sawa
Janan Sawa (* 1956 in Dohuk, Irak) ist ein assyrischer Sänger aus dem Irak.
Er gehört der Chaldäisch-Katholischen Kirche an, einer zur Römisch-Katholischen Kirche gehörenden Ostkirche.
Im Jahr 1972, im Alter von 17 Jahren, begann Janan Sawa zu singen. In den Jahren 1974 bis 1978 verbrachte er vier Jahre in der irakischen Armee.
1980 floh Janan aus dem Irak und ließ sich für zwei Jahre in Griechenland nieder, von wo aus er aber nach nur zwei Jahren in die USA übersiedelte, wo er nach wie vor seinen Wohnsitz hat. 

## Karriere
In den USA begann er zunächst als Taxifahrer zu arbeiten. Im Laufe der Zeit begann er in Restaurants zu singen, wo seine Karriere ihren Beginn nahm. 1985 nahm er zum ersten Mal in einen Tonstudio ein Album mit dem Namen „Nohadra“ (syrisch-aramäisch ܢܘܗܕܪܐ), welcher der syrisch-aramäische Name für seine Heimatstadt Dohuk ist, auf. Dieses Album verkaufte sich unter den Assyrern sehr gut, womit auch seine Bekanntheit immer mehr anstieg. Auf vielen assyrischen Partys, vor allem auf Hochzeiten, werden seine Lieder gespielt.